# Courcy (Manche)
Pour les articles homonymes, voir Courcy.
Courcy est une commune française, située dans le département de la Manche en région Normandie, peuplée de 623 habitants.

## Géographie

### Localisation
Les communes limitrophes sont Cambernon, Coutances, Saint-Pierre-de-Coutances, Nicorps, Ouville et Belval.

### Hydrographie
La commune est située dans le bassin Seine-Normandie. Elle est drainée par la Soulles, le Foulbec, le cours d'eau 01 de la Chanterie, le cours d'eau 01 de la Dérie, le cours d'eau 01 de la Soullerie, le fossé 01 de la Millonière et le fossé 01 du Village Lalouel,,.
La Soulles, d'une longueur de 52 km, prend sa source dans la commune de Percy-en-Normandie et se jette dans la Sienne à Heugueville-sur-Sienne, après avoir traversé 19 communes.

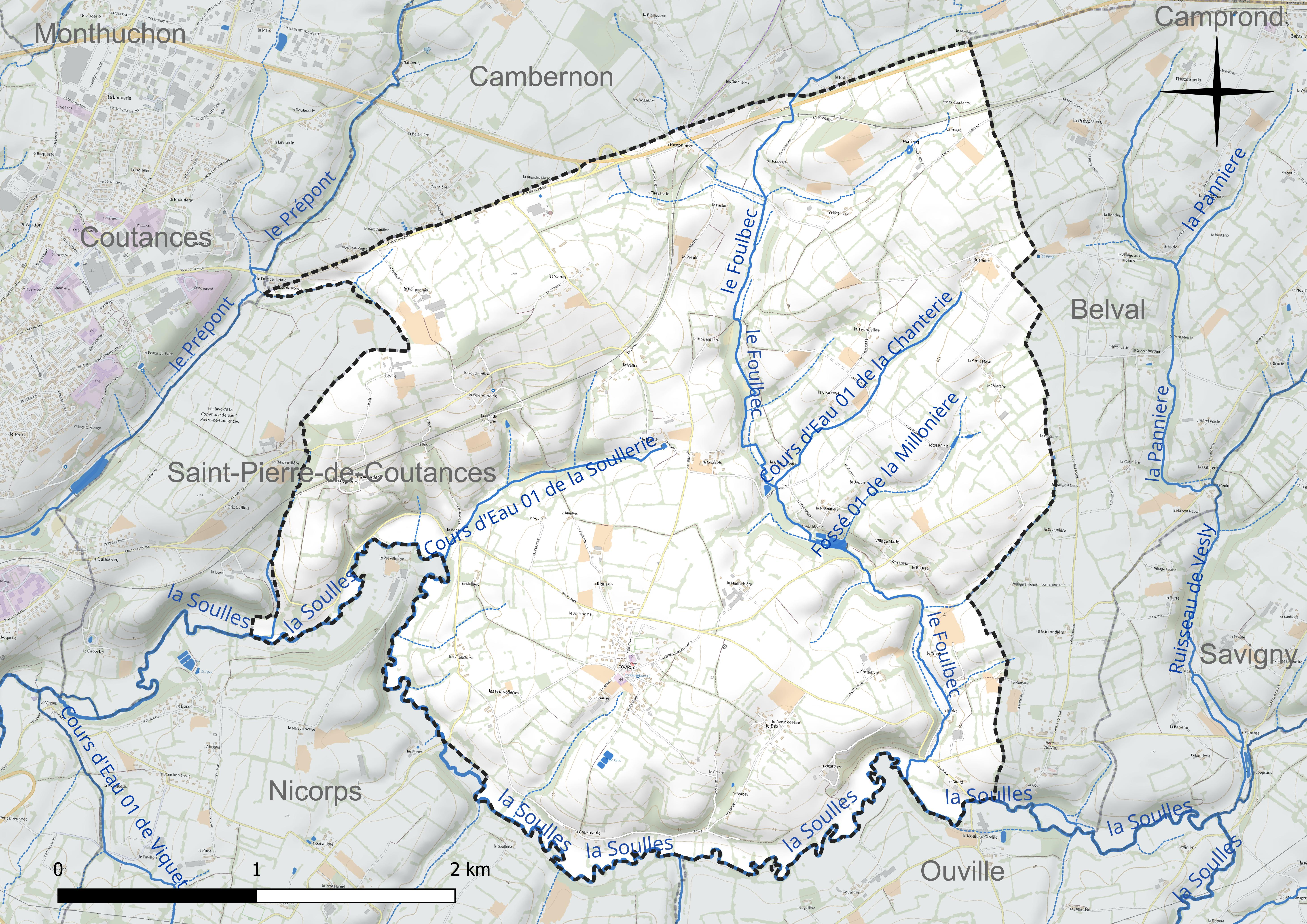
Réseau hydrographique de Courcy.

### Climat
Pour des articles plus généraux, voir Climat de la Normandie et Climat de la Manche.
En 2010, le climat de la commune est de type climat océanique franc, selon une étude du CNRS s'appuyant sur une série de données couvrant la période 1971-2000. En 2020, Météo-France publie une typologie des climats de la France métropolitaine dans laquelle la commune est exposée à un climat océanique et est dans la région climatique  Normandie (Cotentin, Orne), caractérisée par une pluviométrie relativement élevée (850 mm/a) et un été frais (15,5 °C) et venté. Parallèlement le GIEC normand, un groupe régional d’experts sur le climat, différencie quant à lui, dans une étude de 2020, trois grands types de climats pour la région Normandie, nuancés à une échelle plus fine par les facteurs géographiques locaux. La commune est, selon ce zonage, exposée à un « climat maritime », correspondant au Cotentin et à l'ouest du département de la Manche, frais, humide et pluvieux, où les contrastes pluviométrique et thermique sont parfois très prononcés en quelques kilomètres quand le relief est marqué.
Pour la période 1971-2000, la température annuelle moyenne est de 10,9 °C, avec une amplitude thermique annuelle de 11,4 °C. Le cumul annuel moyen de précipitations est de 929 mm, avec 14,3 jours de précipitations en janvier et 8,9 jours en juillet. Pour la période 1991-2020, la température moyenne annuelle observée sur la station météorologique la plus proche, située sur la commune de Coutances à 4 km à vol d'oiseau, est de 11,7 °C et le cumul annuel moyen de précipitations est de 1 092,8 mm,. Pour l'avenir, les paramètres climatiques de la commune estimés pour 2050 selon différents scénarios d’émission de gaz à effet de serre sont consultables sur un site dédié publié par Météo-France en novembre 2022.

## Urbanisme

### Typologie
Au 1er janvier 2024, Courcy est catégorisée commune rurale à habitat dispersé, selon la nouvelle grille communale de densité à sept niveaux définie par l'Insee en 2022.
Elle est située hors unité urbaine.
Par ailleurs la commune fait partie de l'aire d'attraction de Coutances, dont elle est une commune de la couronne,. Cette aire, qui regroupe 37 communes, est catégorisée dans les aires de moins de 50 000 habitants,.

### Occupation des sols
L'occupation des sols de la commune, telle qu'elle ressort de la base de données européenne d’occupation biophysique des sols Corine Land Cover (CLC), est marquée par l'importance des territoires agricoles (100 % en 2018), une proportion identique à celle de 1990 (100 %).
La répartition détaillée en 2018 est la suivante : prairies (86,3 %), terres arables (8,7 %), zones agricoles hétérogènes (5,1 %).

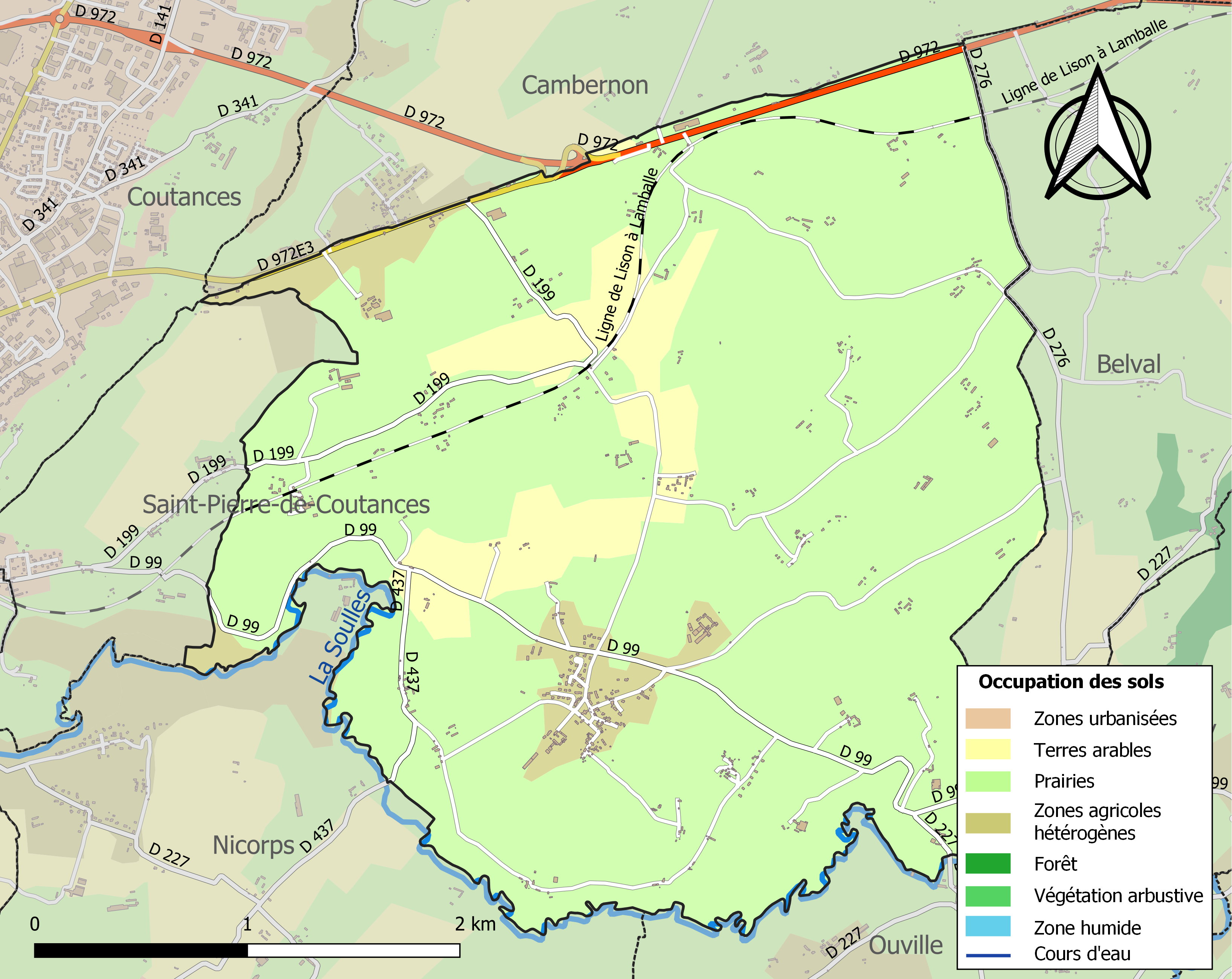
Carte des infrastructures et de l'occupation des sols de la commune en 2018 (CLC).

L'évolution de l’occupation des sols de la commune et de ses infrastructures peut être observée sur les différentes représentations cartographiques du territoire : la carte de Cassini (XVIIIe siècle), la carte d'état-major (1820-1866) et les cartes ou photos aériennes de l'IGN pour la période actuelle (1950 à aujourd'hui).

## Toponymie
Le nom de la localité est attesté sous les formes Curci à la fin du Xe siècle, Curciatum vers 989 et Curciacum en 1056.
Le toponyme serait issu d'un anthroponyme latin/roman tel que Curtius, suffixé de -acum.

## Histoire

### Temps modernes
Le 15 novembre 1593, dans un aveu, Arthur de Magneville, chevalier, gentilhomme de la Chambre, est titré sieur de Geffosse, Courcy, Magneville et baron de La Haye-du-Puits.

### Révolution française et Empire
Le dernier seigneur de Courcy et de la Haulle est Léonor-Clair Potier (1743-1812) qui siégea en mars 1789 à l'assemblée générale des États Généraux des trois Ordres du bailliage de Coutances.

## Politique et administration
| Période                                  | Période   | Identité           | Étiquette | Qualité                          |
| ---------------------------------------- | --------- | ------------------ | --------- | -------------------------------- |
| 1971                                     | juin 1995 | Yves Lemière       |           | Agriculteur                      |
| juin 1995                                | mars 2008 | Marc Grandin       | SE        |                                  |
| mars 2008                                | mars 2014 | Annick Bataille    | SE        | Professeur des écoles            |
| mars 2014                                | mai 2020  | Jean-Pierre Savary |           | Directeur commercial en retraite |
| mai 2020                                 | En cours  | Sébastien Grandin  | SE        | Cadre dans l’agroalimentaire     |
| Les données manquantes sont à compléter. |           |                    |           |                                  |

Le conseil municipal est composé de quinze membres dont le maire et trois adjoints.

## Population et société
Les habitants de la commune sont appelés les Courcyais.

### Démographie
L'évolution du nombre d'habitants est connue à travers les recensements de la population effectués dans la commune depuis 1793. Pour les communes de moins de 10 000 habitants, une enquête de recensement portant sur toute la population est réalisée tous les cinq ans, les populations de référence des années intermédiaires étant quant à elles estimées par interpolation ou extrapolation. Pour la commune, le premier recensement exhaustif entrant dans le cadre du nouveau dispositif a été réalisé en 2007.
En 2022, la commune comptait 623 habitants, en évolution de +2,64 % par rapport à 2016 (Manche : −0,31 %, France hors Mayotte : +2,11 %).
Au premier recensement républicain, en 1793, Courcy comptait 1 356 habitants, population jamais atteinte depuis.
| 1793  | 1800  | 1806  | 1821  | 1831  | 1836  | 1841  | 1846  | 1851  |
| ----- | ----- | ----- | ----- | ----- | ----- | ----- | ----- | ----- |
| 1 356 | 1 130 | 1 196 | 1 284 | 1 161 | 1 085 | 1 075 | 1 103 | 1 079 |

| 1856  | 1861  | 1866 | 1872 | 1876 | 1881 | 1886 | 1891 | 1896 |
| ----- | ----- | ---- | ---- | ---- | ---- | ---- | ---- | ---- |
| 1 063 | 1 030 | 965  | 943  | 878  | 883  | 808  | 750  | 711  |

| 1901 | 1906 | 1911 | 1921 | 1926 | 1931 | 1936 | 1946 | 1954 |
| ---- | ---- | ---- | ---- | ---- | ---- | ---- | ---- | ---- |
| 709  | 721  | 689  | 621  | 652  | 623  | 590  | 607  | 626  |

| 1962 | 1968 | 1975 | 1982 | 1990 | 1999 | 2006 | 2007 | 2012 |
| ---- | ---- | ---- | ---- | ---- | ---- | ---- | ---- | ---- |
| 565  | 497  | 437  | 465  | 474  | 469  | 521  | 528  | 603  |

| 2017 | 2022 | - | - | - | - | - | - | - |
| ---- | ---- | - | - | - | - | - | - | - |
| 596  | 623  | - | - | - | - | - | - | - |

## Culture locale et patrimoine

### Lieux et monuments

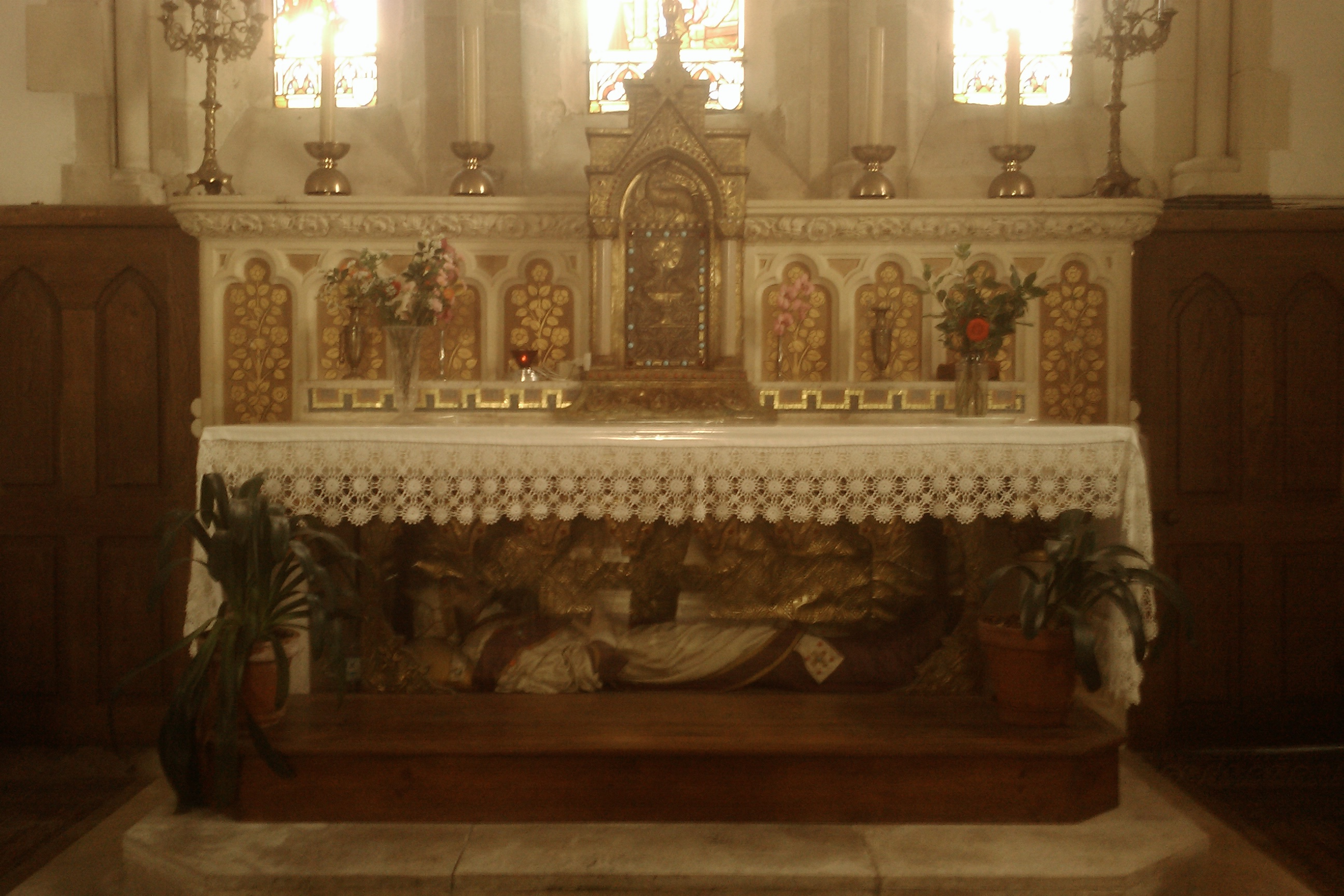
Le gisant de saint Lô.

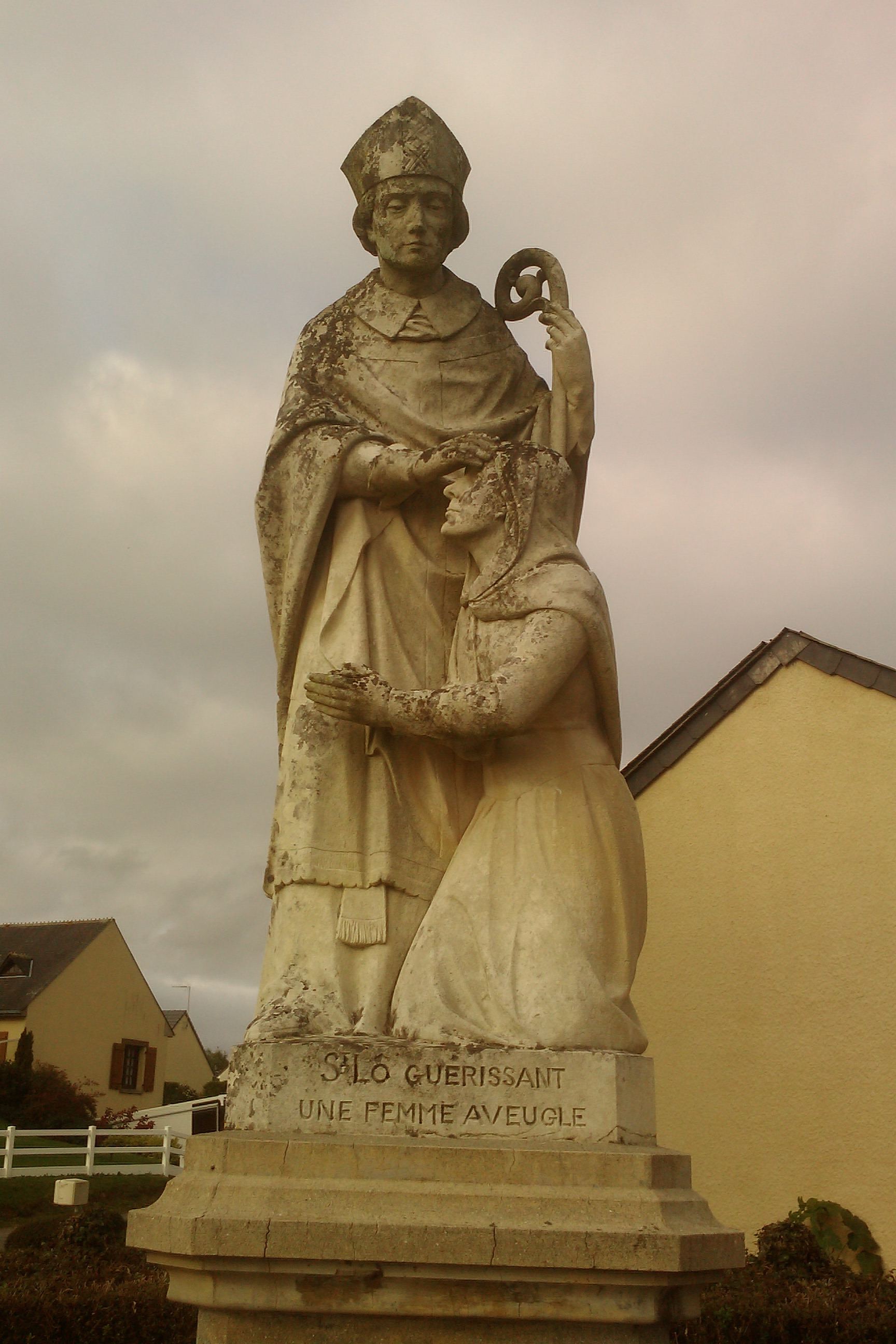
Saint Lô guérissant une femme aveugle.

- Église Saint-Lô des XIIe – XVe siècles d'origine romane. Elle possède un plan en croix latine avec une nef voûtée en bois du XIIIe siècle, un chevet droit, et deux chapelles latérales formant transept. La chapelle sud a été refaite à la fin du XVIIIe siècle. La chapelle nord est soutenue par de gros piliers sculptés[33]. Elle abrite une chaire à prêcher du XVIIe, les statues de saint Lô du XVIIIe, sainte Barbe du XIVe, sainte Marie Madeleine du XVIIIe, saint Roch du XVIIIe, sainte Catherine d'Alexandrie du XVIe, un bas-relief Vierge de pitié du XVIIIe, classés au titre objet aux monuments historiques[34], et une verrière du XXe consacrée à la vie de Saint-Lô[25].
- Le parc médiéval de l'Évêque de Coutances, inscrit au titre des monuments historiques depuis le 2 novembre 1988, est situé en partie sur la commune[35].
- La Haulle du XVIe siècle.
- La Guignarderie du XVIe siècle et son cadran solaire de 1599[25].
- Les Fleuderies du XVIe siècle.
- La fontaine Saint-Lô et sa statue du XVIe siècle.
- Croix de chemin dite la Croix Macé du XVIe siècle.
- Croix de cimetière du XVIe siècle.

### Personnalités liées à la commune
- Laud de Coutances († 567), évêque de Coutances au VIe siècle, qu'une tradition fait naitre à Courcy[36].
- Odet Le Boucher (Courcy, 1744 - Courcy, 1826), historien[37].
- Michel Lefrançois de Lalande (Courcy, 1766 - Paris, 1839), astronome.